# Stefan Lochner
Stefan Lochner (appelé aussi Stephan Lochner, ou encore Maître Stefan), né vers 1410 dans la région de Meersburg, au bord du lac de Constance, et mort à Cologne en 1451, est, avec le Maître de la Véronique le peintre allemand le plus significatif de Cologne au XVe siècle.
Il peut être considéré comme le dernier représentant du « style doux », variante allemande du gothique international, si ce n'est comme le « dernier des gothiques », même si son œuvre a su également prendre en compte les innovations des primitifs flamands tels que Robert Campin et Jan van Eyck. Il a à ce titre proposé, au milieu du XVe siècle, une synthèse originale entre la tradition locale et la peinture flamande pour fonder un style empreint de suavité et de mysticisme qui marquera durablement l'art de Cologne, et sera par la suite particulièrement apprécié des romantiques allemands au début du XIXe siècle.

## Identification du peintre et biographie
Aucune œuvre de Stefan Lochner n'est signée : le peintre de la Madone au buisson de roses et du Retable des saints patrons de Cologne était encore tenu pour un maître anonyme au début du XIXe siècle, lors du regain d'intérêt pour les peintres de la fin du Moyen Âge en Allemagne.

### Journal de voyage de Dürer

Albrecht Dürer, Autoportrait, 1498, 52 × 41 cm, Musée du Prado

Son identification se fonde sur une note du journal de voyage aux Pays-Bas d'Albrecht Dürer, rédigée lors d'une halte à Cologne en 1520. Celui-ci y rapporte qu'il a dû s'acquitter d'un pourboire de « deux pfennigs d'argent pour l'ouverture d'un panneau qu'avait réalisé Maître Stefan de Cologne ». Alors que la note de Dürer était connue au moins depuis 1823, ce n'est qu'au milieu du XIXe siècle que Johann Jakob Merlo fait le lien avec « Stefan Lochner », documenté à Cologne à partir de 1442. Dans un premier temps, il émet l'hypothèse que le tableau qui avait suscité un tel intérêt de la part de Dürer — et que celui-ci ne nomme pas explicitement — ne pouvait être que le Retable des saints patrons de Cologne qui se trouvait alors dans la Chapelle du Conseil municipal, pour rattacher par la suite « maître Stefan » à « Stefan Lothener », qu'il corrigera en « Lochner », tout en utilisant la graphie moderne du prénom « Stephan ».

### Biographie: période colonaise
L'activité de Stefan Lochner est documentée à Cologne entre 1442 et 1451, mais l'on peut raisonnablement considérer qu'il était déjà présent dans cette ville avant 1442. Les archives le désignent par deux fois comme « peintre de Constance » : sa famille a ainsi pu être originaire de Meersburg am Bodensee, ce que confirmerait une lettre datée d'août 1451 qu'adresse le Conseil municipal de Cologne à celui de cette ville à propos de l'héritage de ses parents récemment décédés. On a également proposé les villes de Lindau ou Hagnau sur le lac de Constance, où le nom de Lochner, au demeurant assez rare, est attesté dans des familles de forgerons.

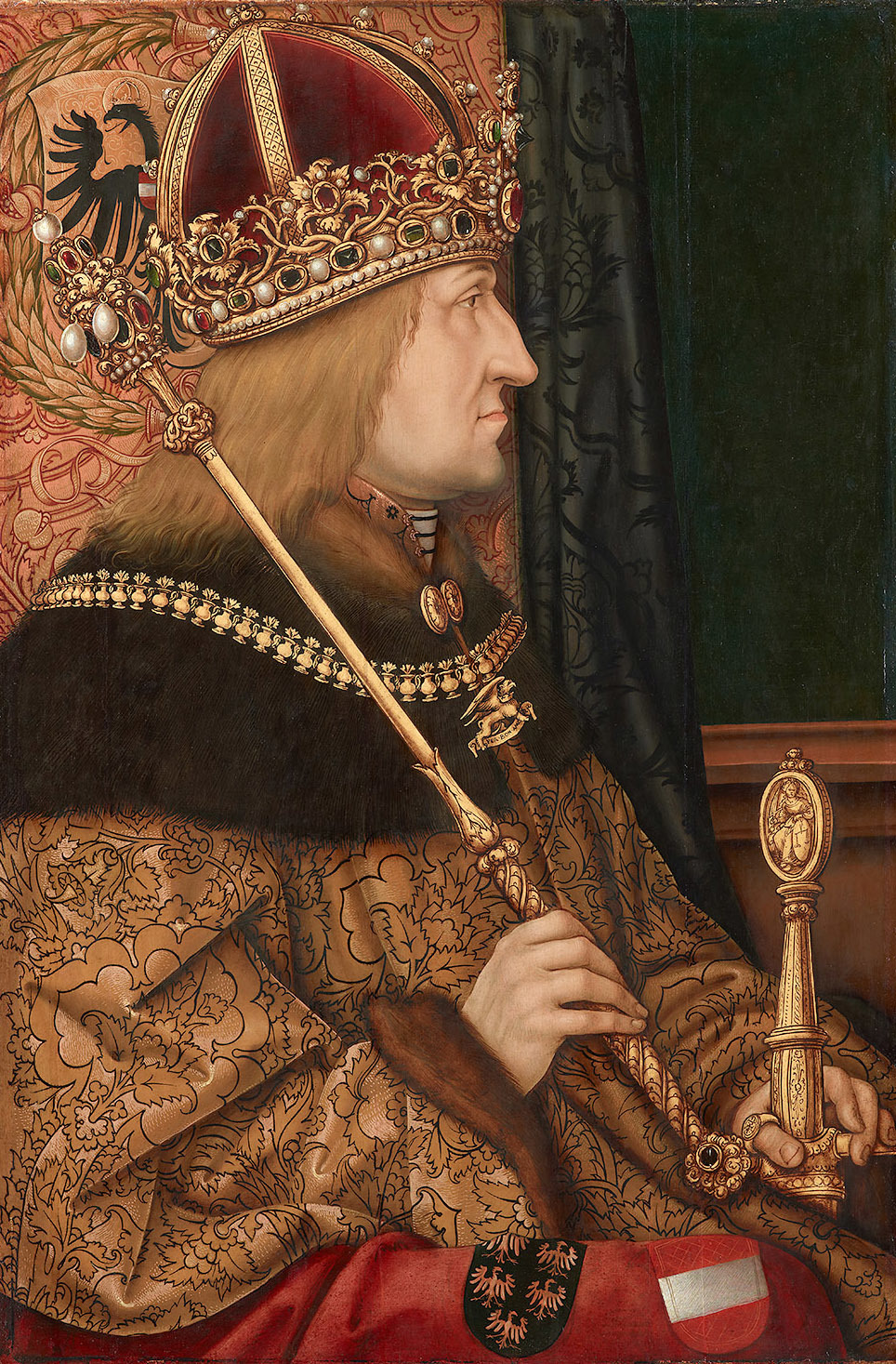
Hans Burgkmair, Portrait de Frédéric III, 78,5 × 51,5 cm, Kunsthistorisches Museum, Vienne

En juin 1442, à l'occasion de la visite de l'empereur Frédéric III à Cologne, Lochner est chargé par le Conseil municipal de peindre les armes de la ville sur des boucliers ornant des tonneaux de vin et dix cornes, ainsi qu'une bannière de trompette et quatre mâts. En octobre de la même année, il fait l'acquisition, avec sa femme Lysbeth, d'une maison, en acquittant intégralement la somme due lors de l'achat. Deux ans plus tard, le couple revend la propriété pour une autre plus grande, constituée de deux maisons contiguës, peut-être d'une habitation et d'un atelier attenant, à l'exemple de Rogier van der Weyden à Bruxelles.
En 1447, il est élu par ses pairs, qui lui reconnaissent ainsi « une honorabilité et une sagesse aussi grandes que l'était son habileté artistique », représentant de la Corporation des peintres de la ville au Conseil municipal, ce qui suppose, conformément aux statuts alors en vigueur, qu'il était établi à Cologne au minimum depuis dix ans (il connaîtra une nouvelle fois cet honneur en 1450, passé un intervalle légal de trois ans). Mais 1447 marque aussi le début de difficultés financières, qui le conduisent à hypothéquer ses maisons.
En 1451, ses parents meurent : le Conseil municipal de Cologne demande fin août à la ville de Meersburg de s'occuper de la succession, ce qui suppose que Lochner est dans l'incapacité de voyager pour régler lui-même l'affaire. Peut-être est-il déjà atteint de la peste, qui l'emporte vraisemblablement à la fin de l'année avec son épouse. C'est ce qu'on a déduit de l'autorisation demandée en septembre 1451 d'établir un nouveau cimetière pour les victimes de l'épidémie sur des terres situées tout à côté de la maison de Lochner, mais aussi du fait qu'un créancier réclame, le 7 janvier 1452, d'entrer en propriété de ses deux maisons hypothéquées.

### Controverses

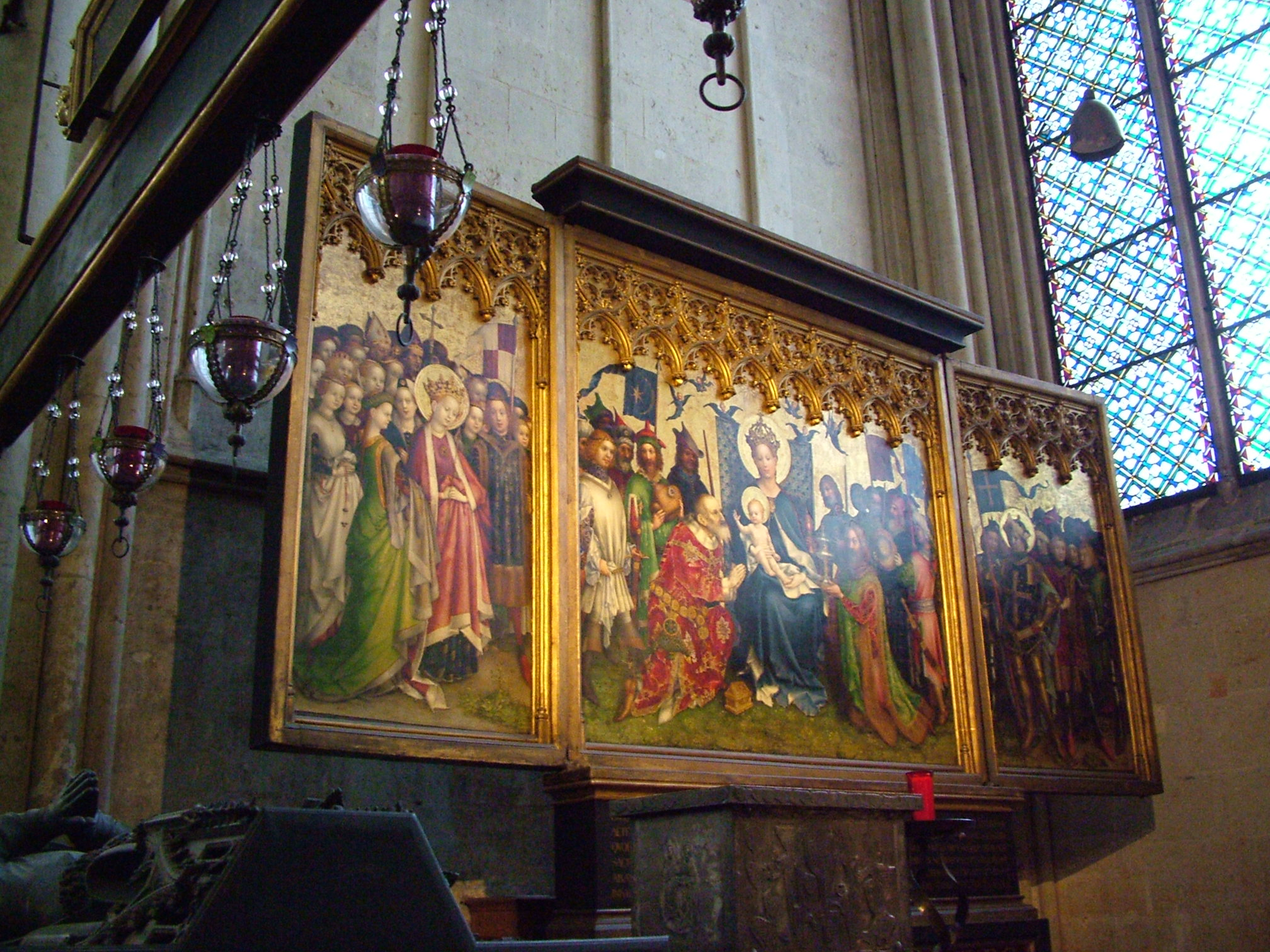
Le Retable des saints patrons dans la Cathédrale de Cologne

Doit-on voir dans ces commandes officielles, ces achats immobiliers et ces élections au Conseil municipal le signe d'affaires florissantes, et la preuve indiscutable qu'il s'agit bien du peintre de premier ordre à qui la ville de Cologne confia l'exécution du Retable des saints patrons pour sa Chapelle ? C'est ce que pense actuellement la majorité des historiens d'art, même si certains jugent encore le faisceau de preuves insuffisant. Brigitte Corley notamment préfère encore parler du « maître du Dombild » (« maître du tableau de la Cathédrale ») pour désigner le peintre du Retable des saint patrons, transféré au début du XIXe siècle dans la Cathédrale (« Dom » en allemand) de Cologne. Elle rappelle, pour justifier ses précautions, la fragilité de l'hypothèse initiale assimilant le « maître Stefan » de Dürer à Stefan Lochner, et conteste également les preuves qui conduisent à considérer Lochner comme un peintre de premier ordre, en le comparant au moins réputé Hermann Wynrich van Wesel, pourtant propriétaire de dix maisons, et qui fut à quatre reprises élu au Conseil municipal.

## Caractéristiques stylistiques et formation
Lochner est réputé pour ses amples robes présentant des cascades de plis brisés, ses personnages poupins aux visages délicieux, ses coloris vifs. Ses œuvres témoignent à la fois d'une permanence du « style doux », variante allemande du gothique international qui avait cours autour des années 1400-1420, et qui confine chez lui à la suavité, mais aussi d'une prise en compte des innovations, notamment d'un point de vue technique et en matière de représentation de la réalité, des primitifs flamands tels que Robert Campin ou Jan van Eyck. Ainsi, les nuances de bleus de sa Vierge au buisson de roses ne sont pas obtenues par adjonction de blanc, mais par application de couches très fines de peinture à l'huile laissant voir par transparence la sous-couche claire, et l'illusion de la profondeur qui, chez ses prédécesseurs du style international, posait encore des problèmes insolubles, apparaît chez lui bien mieux maîtrisée. Une telle synthèse entre tradition locale et innovations venues de l'extérieur l'a souvent fait considérer comme un pendant septentrional de Fra Angelico, dont il est contemporain.

### Formation locale?
La question de sa formation reste cependant encore sujette à hypothèses et controverses, dans la mesure où rien ne vient documenter sa vie avant son installation à Cologne. Ses origines du bord du lac de Constance ont naturellement fait supposer une formation auprès des peintres de la Haute-Souabe ou de la Rhénanie supérieure ; d'un autre côté, rien dans sa peinture colonaise ne trahit véritablement cette origine.

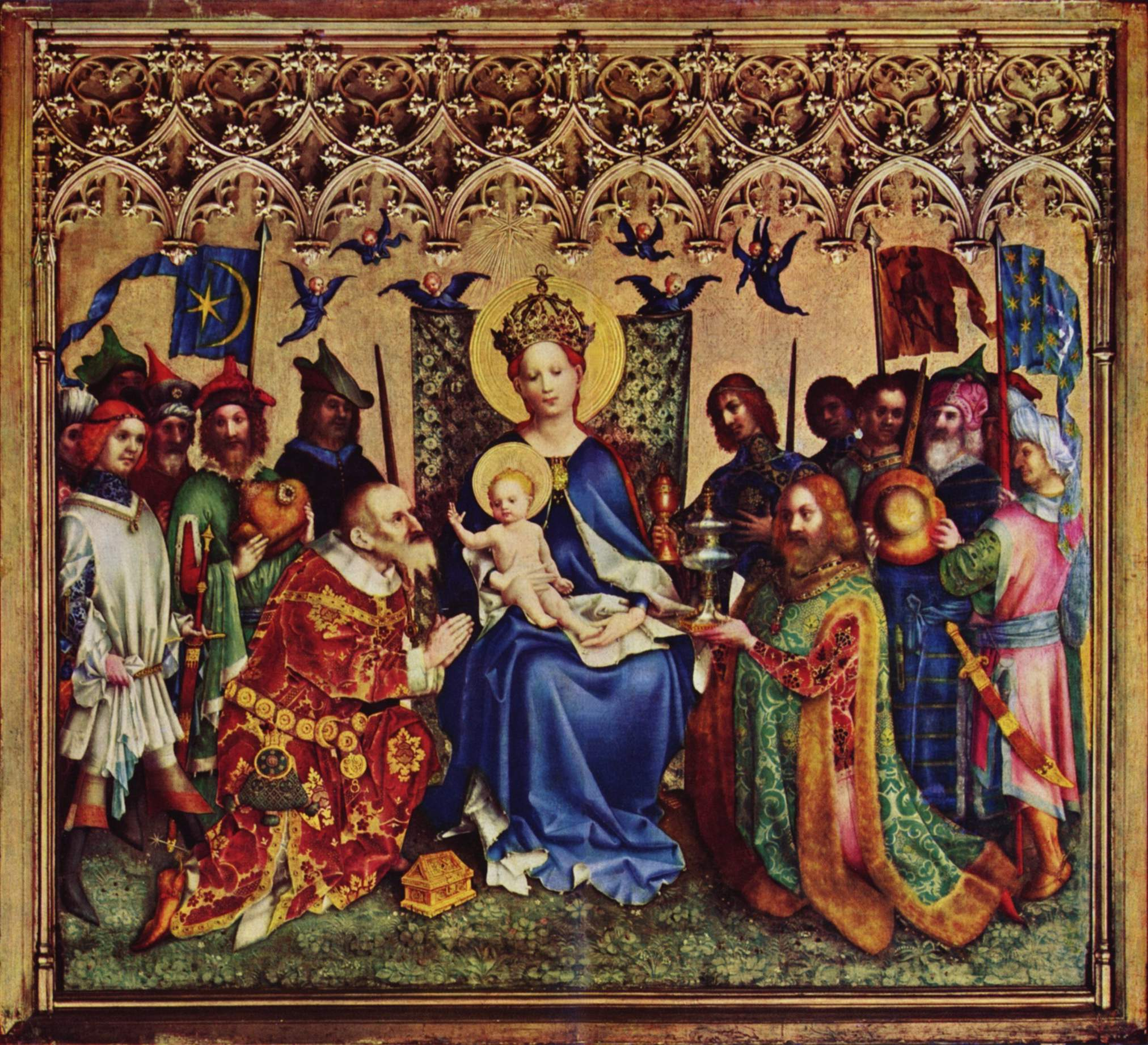
Panneau central du Retable des saints patrons

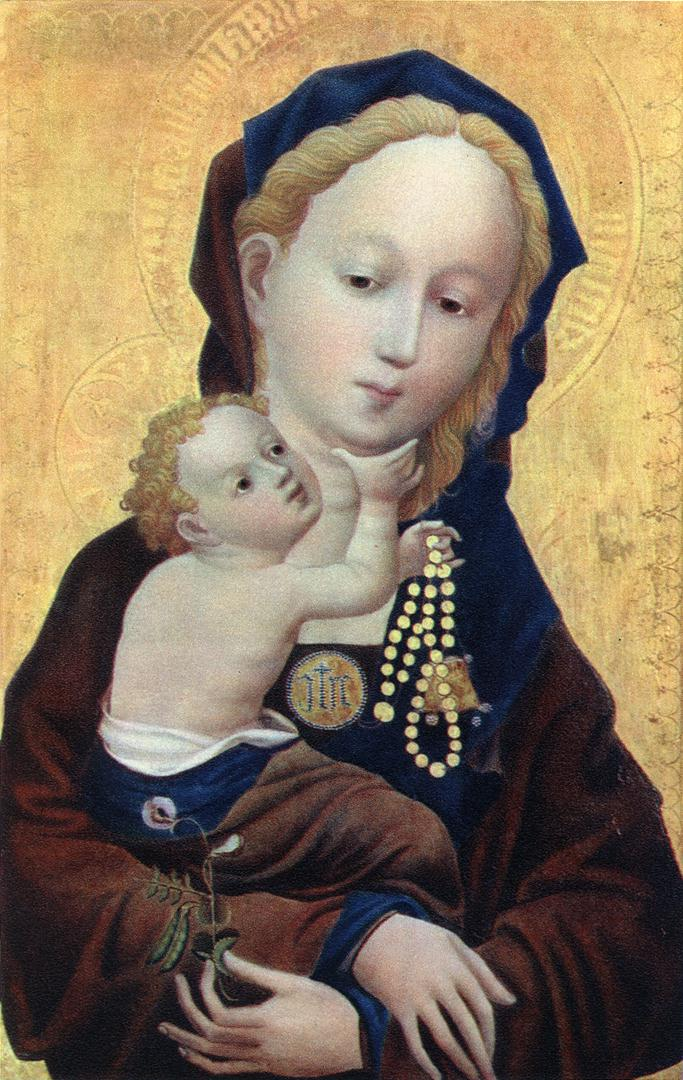
Maître de la Véronique, détail de la Vierge à la fleur de vesce, entre 1400 et 1415, Wallraf-Richartz Museum

Sa peinture s'enracine surtout dans la tradition de ce qu'on appelle depuis le XIXe siècle l'école de Cologne. Un passage par l'atelier d'un maître de cette ville est donc tout à fait envisageable, dans la mesure également où ceci pouvait être exigé des peintres originaires d'autres régions avant qu'ils puissent s'établir à leur compte à Cologne. On a ainsi formulé l'hypothèse qu'il avait été un temps apprenti chez le Maître de la Véronique, le peintre le plus marquant du début du XVe siècle à Cologne, en mettent en avant les similitudes stylistiques des deux maîtres. Les rapports avec le Maître du Retable de Heisterbach sont encore plus controversés, notamment pour savoir si ce dernier doit être tenu pour un artiste influencé par Lochner, pour un de ses compagnons d'atelier, ou pour Lochner lui-même, dont le retable serait une œuvre de jeunesse — même si l'analyse par réflectogramme fait pencher en faveur de la seconde hypothèse.

### Influence flamande

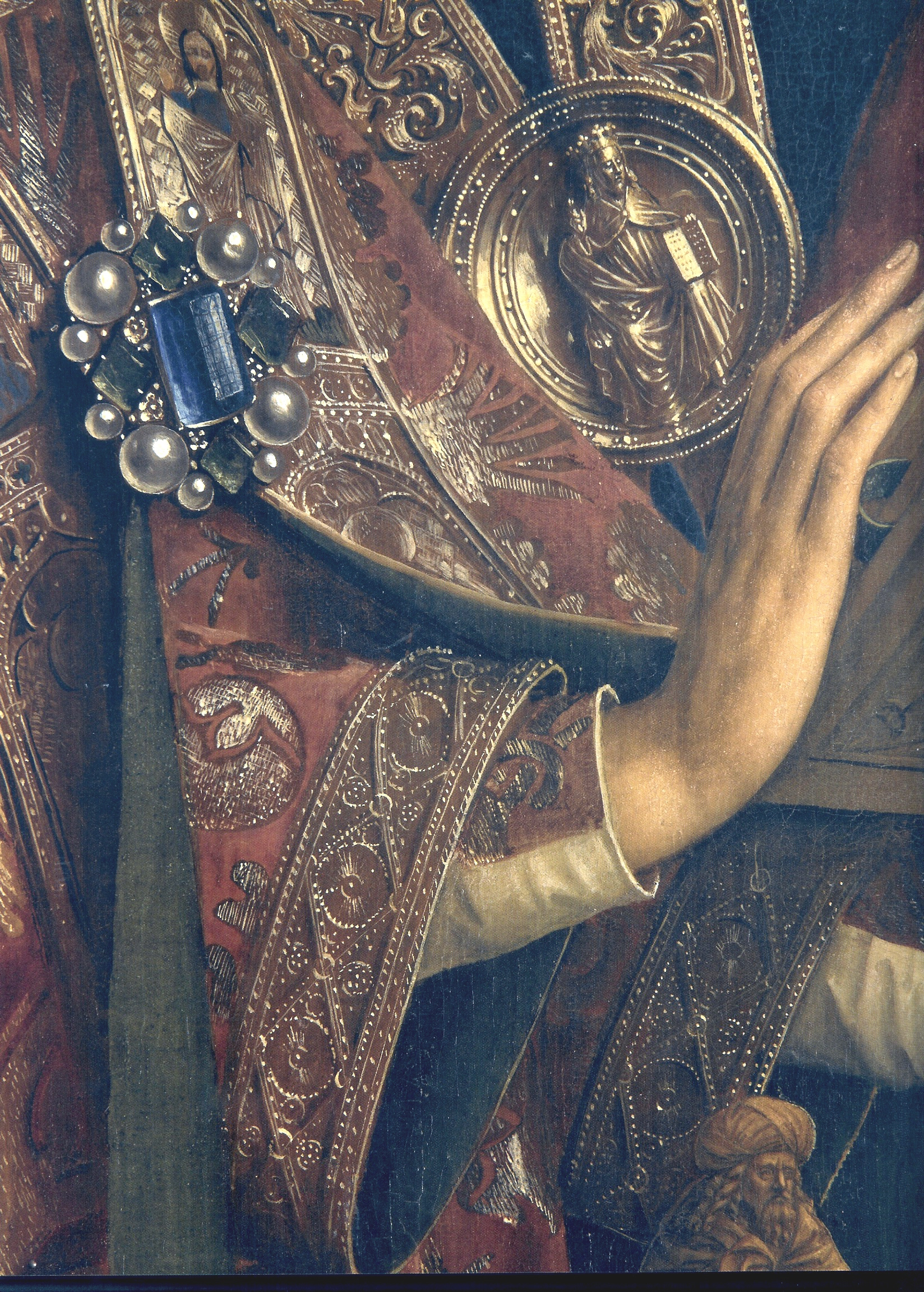
Détail de l'ange chanteur du premier plan sur L'Agneau mystique de van Eyck

Sa connaissance visible de l'art flamand fait en outre proposer de façon insistante un apprentissage auprès des maîtres flamands du début du XVe siècle. Le nom de Robert Campin est à ce titre souvent avancé, mais Julien Chapuis développe surtout l'idée d'un séjour dans l'entourage de Jan van Eyck ou de son atelier, en s'appuyant sur des rapprochements avec L'Adoration de l'Agneau mystique (1432). Lochner a en effet pu puiser dans le polyptyque de Gand un répertoire de visages et de vêtements exotiques, une façon de représenter les drapés, ou d'asseoir ses compositions — par exemple pour son Retable du Jugement dernier. Et le Retable des saints patrons de Cologne, commandité en 1435, semble procéder d'une volonté de rivaliser avec l'œuvre maîtresse de Jan van Eyck — dans une manière de flatter la fierté civique de ses commanditaires, membres du Conseil municipal. Les deux œuvres, monumentales par leurs dimensions, présentent chacune au revers une Annonciation, et les deux personnages principaux trônant au milieu de la composition des panneaux ouverts — Dieu de Père (ou Jésus) chez l'un, la Vierge en majesté chez l'autre — entretiennent des similitudes frappantes. Lochner pourrait en outre tenir de son aîné flamand la maîtrise des effets de lumière, de son absorption ou sa réflexion en fonction de la nature des surfaces qu'elle frappe, ainsi que le motif, quasi imperceptible, de l'insertion d'un reflet du lieu auquel l'œuvre était destinée, tel celui de la fenêtre en ogive de la Ratskapelle sur le cabochon surmontant la couronne de la Vierge, qui apparaît comme un emprunt direct à cet autre reflet de fenêtre, de la Cathédrale Saint-Bavon de Gand, sur le saphir de la broche de l'ange chanteur au premier plan du panneau de gauche de L'Agneau mystique. Dans la mesure où la célébrité de van Eyck avait déjà largement dépassé les frontières des Flandres pour pénétrer l'Allemagne à l'époque de l'exécution probable du Retable des saints patrons, ce dernier détail n'a cependant pas forcément nécessité une connaissance directe du retable de Gand, et peut plus simplement témoigner d'une virtuosité alors enseignée dans les meilleurs ateliers colonais.

### Art de l'orfèvrerie
Julien Chapuis enfin propose, à l'exemple de Martin Schongauer ou Albrecht Dürer, l'hypothèse d'une formation dans un atelier d'orfèvres, alors très actifs et très prisés en Allemagne. Il argue pour cela de la connaissance quasi archéologique de l'art de l'orfèvrerie dont la peinture de Lochner porte le témoignage, en mettant en lumière ses dessins sous-jacents permettant de réaliser les modelés des visages, qui procèdent selon une technique très originale de larges hachures. Il ajoute à cela l'attention toute particulière de Lochner aux représentations des pièces d'orfèvreries, ainsi que son emploi marqué des coloris vifs en grandes plaques faits de blancs, de bleus et de rouges alors novateurs à Cologne, et qui rappellent les objets en émail sur ronde-bosse et sertis de pierres précieuses dont le Goldenes Rössl d'Altötting demeure l'exemple le plus spectaculaire qui ait été conservé jusqu'à ce jour.
Lochner aurait donc offert aux plus riches commanditaires de Cologne un style opérant la synthèse entre les goûts locaux et les innovations venues de l'extérieur, en cohérence avec les sujets retenus : car nulle violence ni cruauté ne transparaissent dans son œuvre, mais une prédilection pour les scènes sensibles et tendres, images d'une foi apaisée et contemplative traduisant vraisemblablement un idéal de vie.

## Œuvre
L'établissement de l'œuvre de Stefan Lochner reste à ce jour difficile à établir avec certitude, dans la mesure où seul le Retable des saints patrons de Cologne est documenté, et constitue par conséquent l'unique base d'attribution de ses autres œuvres.

### Tableaux les plus célèbres

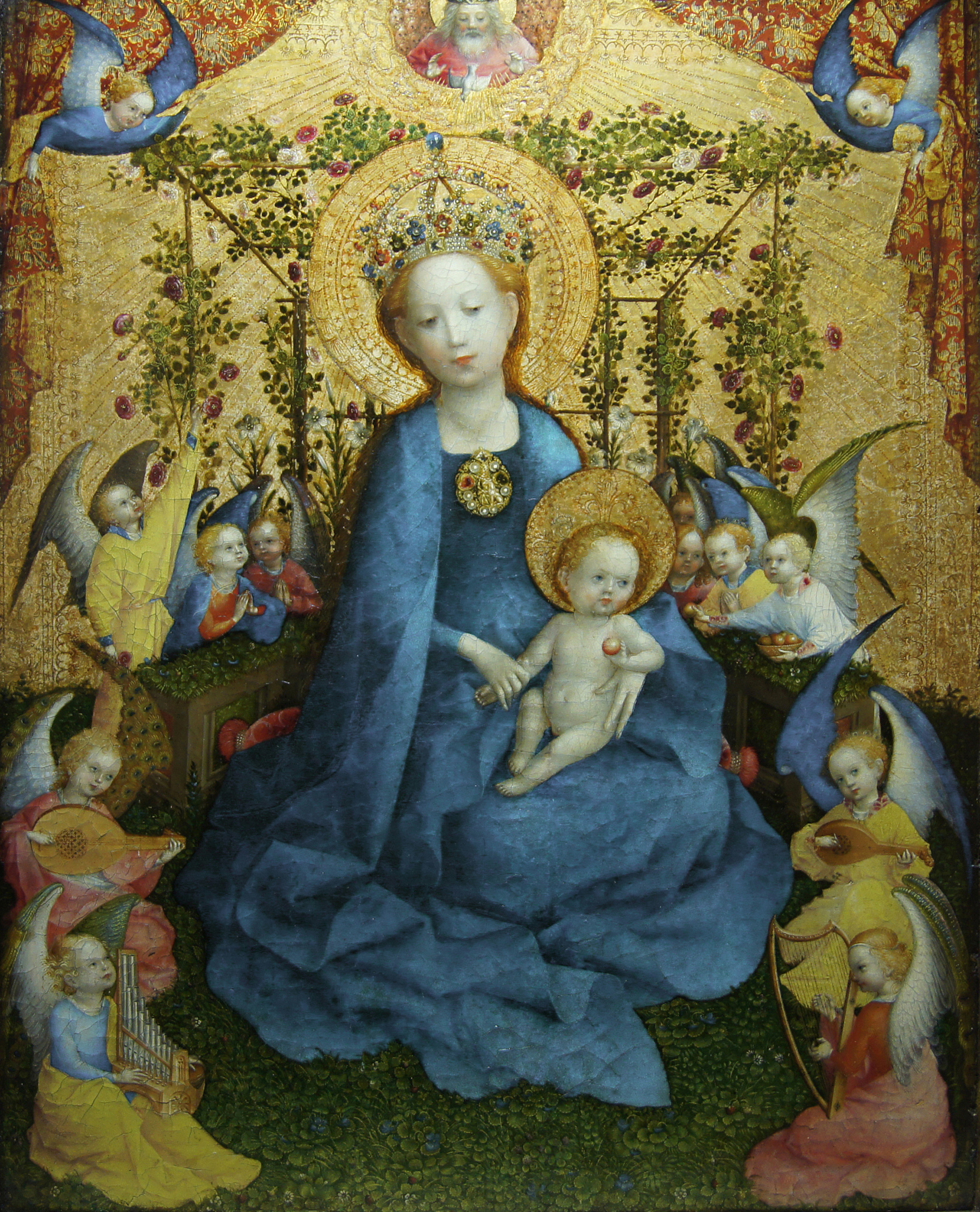
La Madone au buisson de roses : volet de gauche d'un diptyque démembré ?

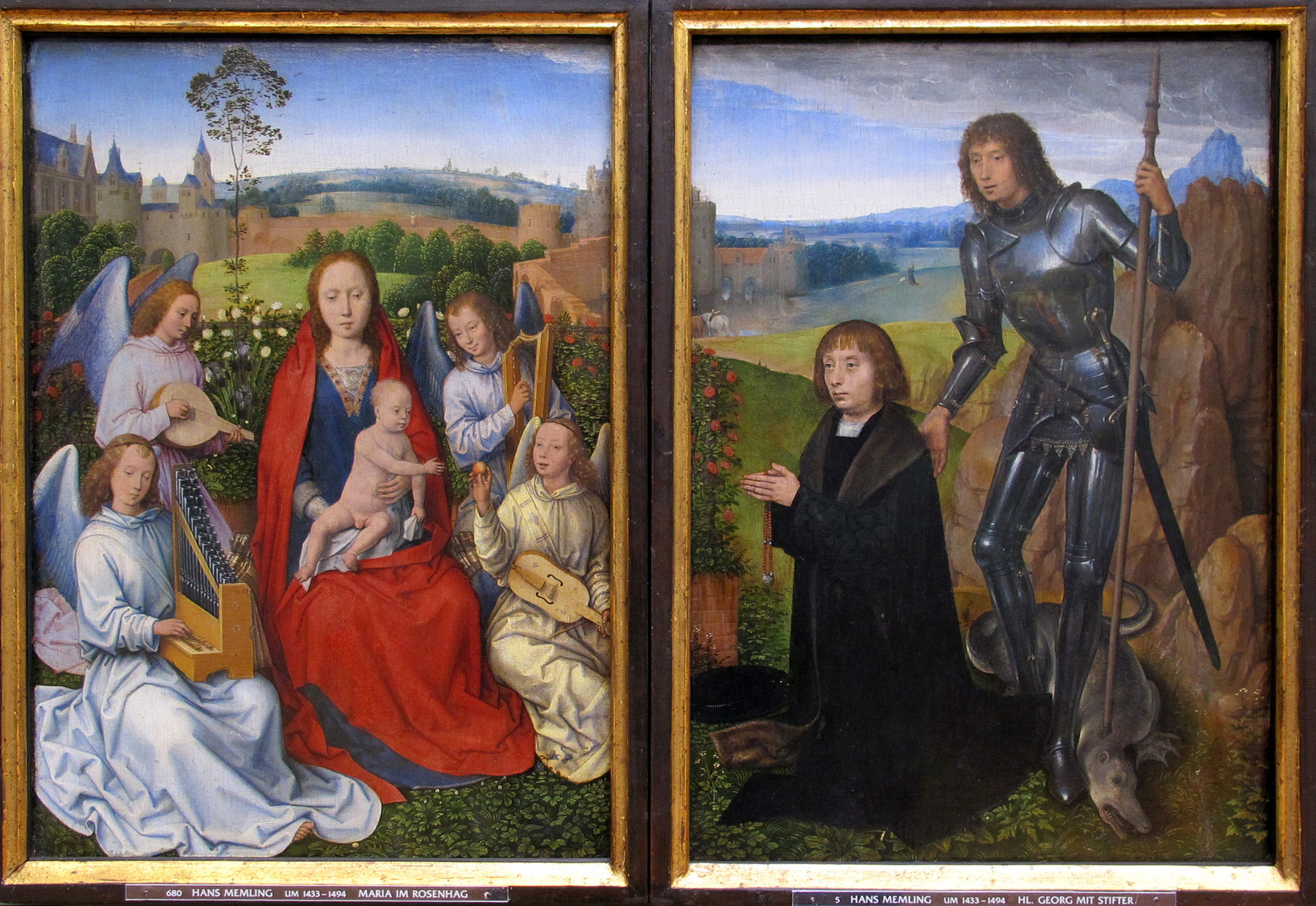
Hans Memling, Diptyque de Munich, vers 1490, 43,3 × 31,1 cm, Munich, Alte Pinakothek

Le triptyque commandité par le Conseil municipal pour la Chapelle de l'Hôtel de ville en 1435, et achevé vraisemblablement avant 1440, demeure son œuvre la plus célèbre. Il doit son nom aux saints représentés sur les panneaux, Ursule et Géréon, patrons de la ville. On le nomme aussi parfois le Retable des Rois mages, par allusion au panneau central dont le sujet vient du fait que la ville de Cologne possédait les reliques des rois admirablement conservées. Après son entrée à la Cathédrale de Cologne en 1810, il sera également appelé « Dombild », c'est-à-dire « Tableau de la Cathédrale ».
Son autre tableau le plus réputé, parfois surnommé la Mona Lisa de Cologne, est La Madone au buisson de roses, peint vers 1445, et actuellement exposé au Wallraf-Richartz Museum où il est entré en 1848. Ce panneau provient probablement d'un diptyque démembré dont l'autre panneau aurait représenté le donateur, à l'exemple du Diptyque avec la Vierge et un donateur (vers 1490, Alte Pinakothek) de Hans Memling.

### Difficile recensement des œuvres

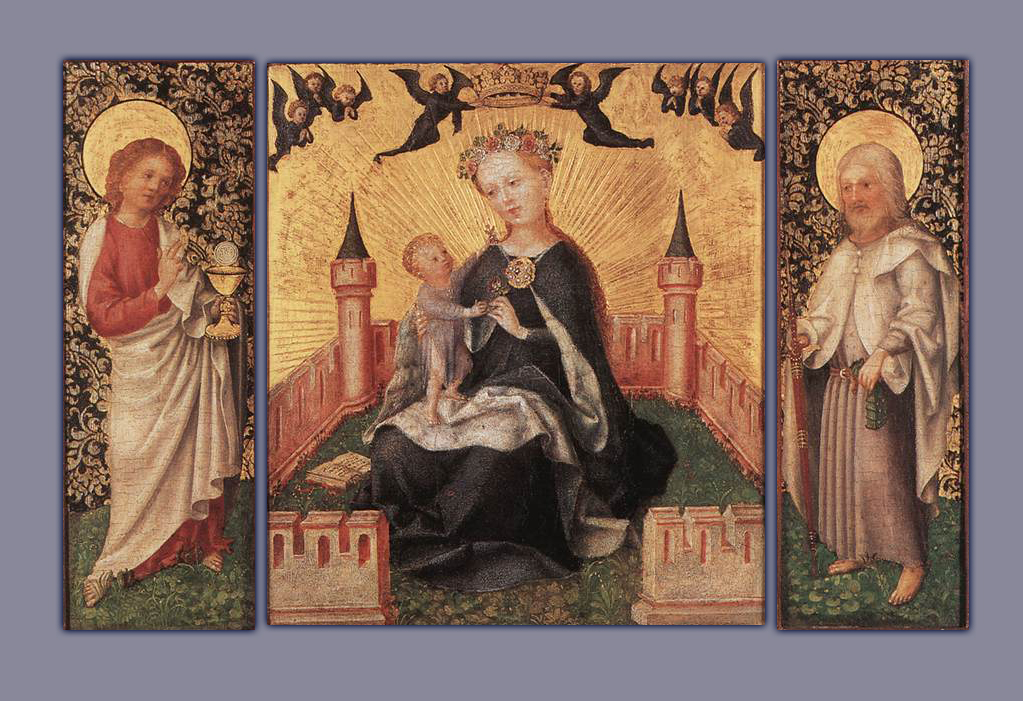
Une œuvre d'atelier : Triptyque de la Vierge à l'Enfant dans le Jardin clos, vers 1445-1450, 31,3 × 27,5 cm, Wallraf-Richartz Museum

Ainsi, une petite dizaine de tableaux est généralement considérée comme de la main de Lochner, mais certains continuent de susciter des controverses, notamment pour dégager la part prise par son atelier. La critique s'accorde par exemple à attribuer le Triptyque de la Vierge à l'Enfant dans le Jardin clos du Wallraf-Richartz Museum à son atelier, de même que les deux volets représentant sainte Ursule et sainte Barbe sur leurs faces intérieures, conservés dans le même musée, et issus d'un triptyque destiné à des dévotions privées. Mais Julien Chapuis préfère écarter le Saint Jérôme du musée de Raleigh de la liste des panneaux peints par le maître pour l'attribuer à celui du retable de Heisterbach, alors qu'il reste le plus souvent tenu comme sa première œuvre connue. Il met également en doute, sur la base de l'analyse des dessins sous-jacents, la paternité de la représentation de l'Annonciation au revers du Retable des saints patrons, ce qui n'est pas sans susciter l'étonnement de Brigitte Corley.
Certains triptyques sont de plus démembrés, tel le Retable du Jugement dernier dont le panneau central est désormais au Wallraf-Richartz Museum de Cologne, alors que les faces intérieures des volets, représentant Le Martyre des Apôtres, se trouvent au Städel de Francfort-sur-le-Main, et celles extérieures à l'Alte Pinakothek de Munich. Les volets du Retable des quatre Pères de l'Église — dont le panneau central est perdu — sont également séparés entre le Wallraf-Richartz Museum et la National Gallery, celui de Londres ayant de surcroît fait l'objet d'une mutilation de sa partie supérieure.
Outre les panneaux peints, on lui attribue — en collaboration avec son atelier — les enluminures de deux livres d'heures, le premier conservé au musée des Arts Graphiques de Berlin, le second, daté sur le calendrier de 1451, au musée régional de la Hesse de Darmstadt, ainsi qu'un dessin (12,4 × 9,4 cm, pierre noire et lavis) représentant la Vierge à l'Enfant que détient le musée du Louvre.

### Tableau des peintures sur panneau conservées et attribuées à Lochner
| Illustration | Titre | Année          | Dimensions (cm)                                              | Lieu de conservation no d'inventaire                                        | Ville pays                      |
| ------------ | --- | -------------- | ------------------------------------------------------------ | --------------------------------------------------------------------------- | ------------------------------- |
|              | Présentation au temple | 1447           | 138,7 × 124,3                                                | Musée régional de la Hesse                                                  | Darmstadt Allemagne             |
|              | Retable du Jugement dernier (panneaux extérieurs) Le Martyre des Apôtres | vers 1435      | 120,9 × 81,3 pour chaque panneau (40 × 40 pour chaque scène) | Städel Museum no 821-826 (panneau de gauche) et 827-832 (panneau de droite) | Francfort-sur-le-Main Allemagne |
|              | Triptyque des saints patrons de Cologne, retable fermé Annonciation | vers 1446-1449 | 234 × 240                                                    | Cathédrale de Cologne                                                       | Cologne Allemagne               |
|              | Triptyque des saints patrons de Cologne, retable ouvert Vue d'ensemble | vers 1446-1449 |                                                              | Cathédrale de Cologne                                                       | Cologne Allemagne               |
|              | Triptyque des saints patrons de Cologne, intérieur du volet de gauche Sainte Ursule et sa suite | vers 1446-1449 | 261 × 142                                                    | Cathédrale de Cologne                                                       | Cologne Allemagne               |
|              | Triptyque des saints patrons de Cologne, intérieur du panneau central Adoration des Mages | vers 1446-1449 | 260 × 285                                                    | Cathédrale de Cologne                                                       | Cologne Allemagne               |
|              | Triptyque des saints patrons de Cologne, intérieur du volet de droite Saint Géréon et sa suite | vers 1446-1449 | 261 × 142                                                    | Cathédrale de Cologne                                                       | Cologne Allemagne               |
|              | Retable du Jugement dernier, intérieur du panneau central Le Jugement dernier | vers 1435      | 124 × 172                                                    | Wallraf-Richartz Museum WRM 66                                              | Cologne Allemagne               |
|              | La Madone au buisson de roses | vers 1440–1442 | 50,5 × 40                                                    | Wallraf-Richartz Museum WRM 67                                              | Cologne Allemagne               |
|              | Retable des quatre pères latins de l'Église, volet de droite Face intérieure, Saints Marc, Barbe et Luc | vers 1445-1450 | 100,5 × 58                                                   | Wallraf-Richartz Museum WRM 68                                              | Cologne Allemagne               |
|              | Retable des quatre pères latins de l'Église, volet de droite Face extérieure, Saints Ambroise, Augustin et Cécile avec le donateur Heynricus Zeuwelgyn                                                                                | vers 1450      | 86 × 57,5                                                    | Wallraf-Richartz Museum WRM 69                                              | Cologne Allemagne               |
|              | La Madone à la violette | avant 1443     | 211 × 99                                                     | Musée diocésain Kolumba (en)                                                | Cologne Allemagne               |
|              | Fragment d'un triptyque, volet de gauche (correspondant au volet droit conservé à Munich) Face intérieure, Présentation au temple | 1445 (daté)    | 35,5 × 22,5                                                  | Musée Calouste-Gulbenkian Inv. no 272                                       | Lisbonne Portugal               |
|              | Fragment d'un triptyque, volet de gauche (correspondant au volet droit conservé à Munich) Face extérieure, Saint François recevant les stigmates                                                                                      | 1445 (daté)    | 35,5 × 22,5                                                  | Musée Calouste-Gulbenkian Inv. no 272                                       | Lisbonne Portugal               |
|              | Retable des quatre pères latins de l'Église, volet de gauche Face intérieure, Saints Matthieu, Catherine d'Alexandrie et Jean l'Évangéliste Face extérieure, Saint Jérôme, une martyre et saint Grégoire le Grand avec un donateur    | vers 1450      | 68,6 × 58,1                                                  | National Gallery NG705                                                      | Londres Royaume-Uni             |
|              | Retable du Jugement dernier, extérieur du volet de gauche Saints Antoine l'Hermite, Cornelius et Marie Madeleine avec un donateur | vers 1445      | 120 × 80,6                                                   | Alte Pinakothek WAF 501                                                     | Munich Allemagne                |
|              | Retable du Jugement dernier, extérieur du volet de droite Saints Catherine, Hubert et Quirin de Neuss avec un donateur | vers 1445      | 120 × 80,4                                                   | Alte Pinakothek WAF 502                                                     | Munich Allemagne                |
|              | Fragment d'un triptyque, volet de droite correspondant au volet de gauche conservé à Lisbonne Face intérieure, Adoration de l'Enfant Jésus L'Ecole des Beaux-Arts de Paris possède un dessin d'atelier d'après la figure de la Vierge | 1445           | 37,5 × 23,6                                                  | Alte Pinakothek no 13169                                                    | Munich Allemagne                |
|              | Fragment d'un triptyque, volet de droite correspondant au volet de gauche conservé à Lisbonne Face extérieure, Crucifixion | 1445           | 37,5 × 23,6                                                  | Alte Pinakothek no 13169                                                    | Munich Allemagne                |
|              | Crucifixion (avec les familles von Dallem et Struyss zum Campe) | après 1439     | 107,5 × 190,3                                                | Germanisches Nationalmuseum Gm 13                                           | Nuremberg Allemagne             |
|              | Saint Jérôme dans son cabinet d'étude | vers 1440      | 39,4 × 30,5                                                  | North Carolina Museum of Art G.52.9.139                                     | Raleigh États-Unis              |
|              | Triptyque, volet de gauche correspondant à Marie-Madeleine à droite Saint Jean Baptiste | vers 1445-1450 | 45 × 14,8                                                    | Musée Boijmans Van Beuningen 2458 (OK)                                      | Rotterdam Pays-Bas              |
|              | Triptyque, volet de droite correspondant au Saint Jean-Baptiste à gauche Sainte Marie-Madeleine | vers 1445-1450 | 43 × 13                                                      | Musée Boijmans Van Beuningen 2459 (OK)                                      | Rotterdam Pays-Bas              |

## Fortune de l'œuvre

### Redécouverte par le romantisme allemand au début duXIXesiècle
Tout comme les préraphaélites ont redécouvert, dans l'Angleterre du milieu du XIXe siècle, les primitifs italiens, en célébrant notamment la naïveté originelle et la sincérité de la piété d'un Fra Angelico, l'œuvre de Stefan Lochner a connu un net regain d'intérêt dans l'Allemagne romantique du début du XIXe siècle qui y a vu, avant même que le nom du peintre soit correctement identifié, l'expression d'un mysticisme propre au génie national.
Les tableaux de Lochner sont par exemple présents dans les deux plus grandes collections de primitifs de l'époque, celle des frères Sulpiz et Melchior Boisserée, à la base de la fondation de l'Alte Pinakothek de Munich lors de son rachat en 1827 par Louis Ier de Bavière, et celle de Ferdinand Franz Wallraf, à l'origine, lors de sa succession en 1824, de la création du musée Cologne qui porte aujourd'hui son nom. Si Wallraf a acquis en 1803 le panneau central du Retable du Jugement dernier aujourd'hui au Wallraf-Richartz Museum, un volet de ce retable, aujourd'hui à l'Alte Pinakothek de Munich, était dans la possession des frères Boisserée, tout comme les deux volets des Quatre pères latins de l'Église, aujourd'hui conservés à la National Gallery et au Wallraf-Richartz Museum.
En 1810, c'est le Retable des saints patrons qui revient dans la lumière après les guerres révolutionnaires, à l'occasion de son transfert dans la Cathédrale de Cologne. Sulpiz Boisserée, dans une lettre adressée à Friedrich Schlegel le 13 février 1811, le date, d'après une lecture fautive d'une inscription portée sur le tableau, de 1410, et l'attribue non moins erronément à « maître Wilhelm », désigné dans la Chronique de Limbourg comme « le meilleur peintre d'Allemagne » en 1380. Tout en reprenant ces erreurs à son compte, Schlegel fera l'éloge de ce peintre qui, selon lui, avait réussi à faire le lien entre la tradition allemande et les Flamands, et qu'il compare aux Italiens Fra Angelico et Raphaël en disant de lui qu'« il a vu l'œil de la beauté ». Goethe admirera ce même retable lors de son passage à Cologne en juin 1815.

### Jugement de Joris-Karl Huysmans
Joris-Karl Huysmans, dans son roman La Cathédrale paru en 1898, porte cependant, à travers Durtal, son personnage principal qui se rend à Cologne au chapitre XII, un jugement beaucoup plus sévère sur le peintre et sur ce « style suave » qui confine selon lui, non à l'authentique, mais à la mièvrerie bourgeoise, en lui préférant de beaucoup un gothique plus puissamment expressif comme Matthias Grünewald :

« Il était tout ce que l’on voulait, ce tableau, de l’art lisse et ciré, froid sous sa couleur vive ; il était une œuvre méticuleuse et brillante, adroite, mais nullement religieuse ; il sentait la Décadence, le travail fignolé, le compliqué, le joli, et non le Primitif.
Cette Vierge commune et tassée, n’était qu’une bonne allemande bien vêtue et honnêtement campée, mais jamais elle n’avait été la Mère extasiée d’un Dieu ,! »

### Postérité en astronomie
L'astéroïde « 12616 Lochner », découvert en 1960, porte son nom depuis fin 2008.